# Thitiphan Puangchan
Thitiphan Puangchan (Suphanburi, 1 september 1993) is een Thais voetballer die als middenvelder speelt bij Bangkok United FC.

## Clubcarrière
Puangchan begon zijn carrière in 2011 bij Muangthong United. In het seizoen 2011 kwam hij op huurbasis uit voor Suphanburi FC. Hij tekende in 2016 bij Chiangrai United. Hij tekende in 2018 bij Bangkok Glass FC. Met deze club werd hij in 2021 kampioen van Thailand.

## Interlandcarrière
Puangchan maakte op 26 januari 2013 zijn debuut in het Thais voetbalelftal tijdens een vriendschappelijke wedstrijd tegen Noord-Korea. Hij nam met het Thais voetbalelftal deel aan de Aziatisch kampioenschap 2019.